# Gelasma auspicata
Gelasma auspicata là một loài bướm đêm trong họ Geometridae.